# Калінінське (Гусєвський район)
Калінінське (рос. Калининское) — селище Гусєвського району, Калінінградської області Росії. Входить до складу Калінінського сільського поселення.
Населення —  540 осіб (2015 рік). 

## Населення
| 2002 | 2010 |
| ---- | ---- |
| 578  | ↘540 |